# Nesticus gujoensis
Nesticus gujoensis là một loài nhện trong họ Nesticidae.
Loài này thuộc chi Nesticus. Nesticus gujoensis được Takeo Yaginuma miêu tả năm 1979.